# Symphonia multipictalis
Symphonia multipictalis là một loài bướm đêm trong họ Crambidae.